# 阿考比芬
阿考比芬（INN：acolbifene），开发代号为EM-652和SCH-57068，是一种非甾体类选择性雌激素受体调节剂（SERM）。截至2015年，该药物尚处于治疗乳腺癌的III期临床试验中。